# Antonio Ghislanzoni
Œuvres principales
- Aida
- La forza del destino (révision)
- Don Carlo (révision)

Antonio Ghislanzoni, né le 25 novembre 1824 à Lecco et mort le 16 juillet 1893 à Caprino Bergamasco, est un écrivain, poète et librettiste italien. Son nom est surtout lié au livret d'Aida, opéra de Giuseppe Verdi avec lequel il collabora également à la révision de La forza del destino et de Don Carlo.

## Biographie
Antonio Ghislanzoni naît à Lecco le 25 novembre 1824. Envoyé par son père au séminaire, il en est exclu à l'âge de dix-sept ans, supportant mal la discipline de fer de l'institution, pour comportement irrévérencieux. L'anticléricalisme restera une constante de son idéologie. Inscrit en médecine après ses études secondaires à Pavie et s'avisant de posséder une belle voix de baryton, il décide d'étudier le chant et, au bout de quelques mois, en 1846, se fait engager au théâtre de Lodi comme premier baryton. Il abandonne cependant rapidement la scène lyrique pour une carrière littéraire. Ses premiers articles sont pour le Cosmorama pittorico (it) de Milan dans lequel il publie également son premier roman, Gli artisti da teatro, racontant ses aventures.
Mazzinien, il est contraint, en raison de sa collaboration avec les journaux républicains, de se réfugier en Suisse. Arrêté par les français, il est déporté en Corse. Après la deuxième guerre d'indépendance italienne, il adhère, en 1859, au groupe des scapigliati.
En 1857, il participe à la fondation du journal humoristique L'uomo di pietra (it). Il dirige L'Italia musicale (it), écrit pour la Gazzetta musicale di Milano (it), dirige et collabore à La rivista minima et, plus tard, s'étant retiré à Lecco, publie le Giornale-Capriccio. Sa collaboration aux journaux qui accueillent ses feuilletons, ses critiques, ses interventions de toute sorte sont innombrables tout comme son activité créatrice dans le domaine du roman et de la poésie. Son Libro proibito (d) (1878) connaît un tel succès qu'il atteindra la septième édition en 1890. Gilberto Finzi écrit à ce propos : « I versi del Libro proibito riprendono un'atmosfera polemica d'epoca che non tocca, forse nemmeno sfiora, la poesia, ma che bene riconducono a momenti collaterali tipici della Scapigliatura ». Dans les années 1860 il s'installe à Barco di Maggianico, hameau de la commune de Lecco, puis à Caprino Bergamasco en 1880.
Outre celui d'Aida pour Giuseppe Verdi avec lequel il collabore à la révision de La forza del destino et de Don Carlo, il est l'auteur de plus de soixante livrets parmi lesquels I Lituani et Il parlatore eterno pour Amilcare Ponchielli, Salvator Rosa et Fosca pour Carlos Gomes, Papà Martin et Francesca da Rimini pour Antonio Cagnoni, I promessi sposi pour Errico Petrella. Il est aussi l'auteur des vers de la cantate A Gaetano Donizetti de Ponchielli.
Il publie le volume Reminiscenze artistiche contenant des articles sur le pianiste Adolfo Fumagalli, des écrits comme La Casa di Verdi a Sant'Agata ou Abrakadabra - storia dell'avvenire (1864-1865). Ce texte et quelques autres récits de science-fiction humoristique en font l'un des premiers auteurs italiens du genre.
Il meurt à Caprino Bergamasco le 16 juillet 1893.

## Œuvre

### Livrets d'opéra

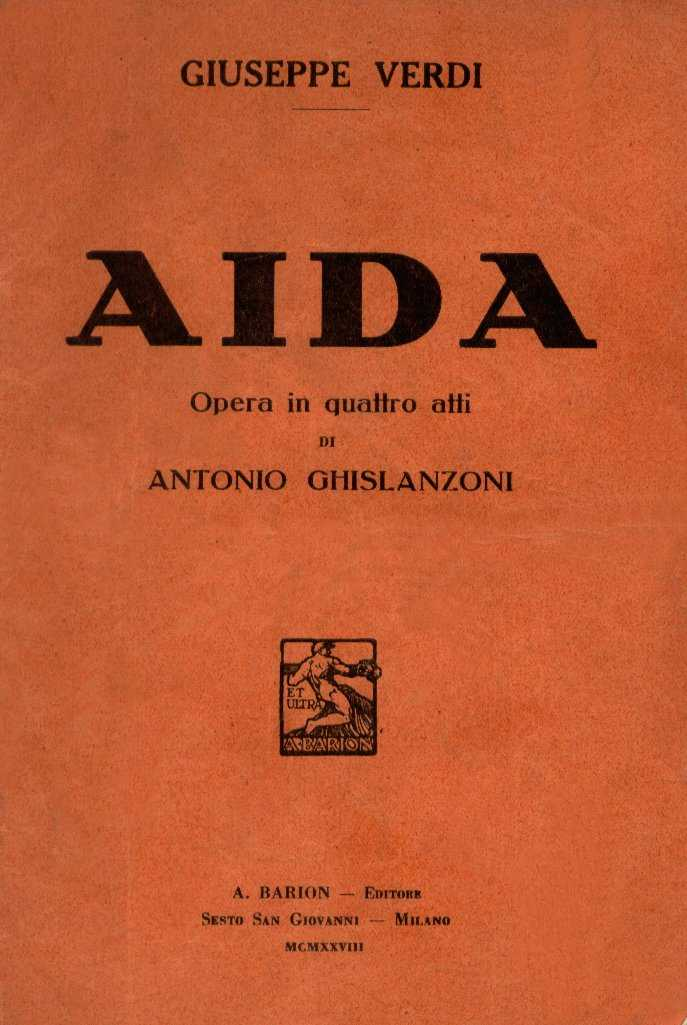
Couverture du livret dAida de Giuseppe Verdi

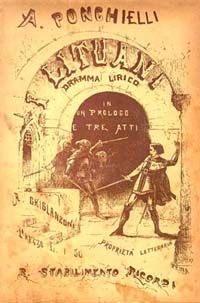
Couverture du livret dI Lituani d'Amilcare Ponchielli

Le nom du compositeur est indiqué entre parenthèses, la date est celle de la première représentation.
- Le due fidanzate (Antonio Baur - 1857)
- Il Conte di Leicester (Antonio Baur - 1858)
- Maria Tudor (Vladimir Nikitič Kašperov - 1859)
- Marion Delorme (Giovanni Bottesini - 1862)
- Cola di Rienzi (Vladimir Nikitič Kašperov - 1863)
- La stella di Toledo (Tommaso Benvenuti - 1864)
- I due orsi (Costantino Dall'Argine - 1867)
- L'isola degli orsi (Costantino Dall'Argine - 1867)
- Gli avventurieri (Gaetano Braga - 1867)
- Gli artisti alla fiera (Lauro Rossi - 1868)
- Valeria (Edoardo Vera - 1869)
- Giovanna di Napoli (Errico Petrella - 1869)
- I promessi sposi (Errico Petrella - 1869)
- Un capriccio di donna (Antonio Cagnoni - 1871)
- Aida (Giuseppe Verdi - 1871)
- Papà Martin (Antonio Cagnoni - 1871)
- Reginella (Gaetano Braga - 1871)
- Adelinda (Agostino Mercuri - 1872)
- Caligola (Gaetano Braga - 1873)
- Fosca (Carlos Gomes - 1873)
- Il parlatore eterno (Amilcare Ponchielli - 1873)
- Salvator Rosa (Carlos Gomes - 1874)
- Il duca di Tapigliano (Antonio Cagnoni - 1874)
- I Lituani (Amilcare Ponchielli - 1874)
- Atahualpa (Carlo Enrico Pasta - 1875)
- Sara (Luigi Gibelli - 1876)
- Francesca da Rimini (Antonio Cagnoni - 1878)
- Don Riego (Cesare Dall'Olio' (it) - 1879)
- Adelina (Luigi Sozzi - 1879)
- Mora (Luigi Vicini (it) - 1880)
- Edmea (en) (Alfredo Catalani - 1886)
- Giovanna la pazza (Eliodoro Ortiz de Zárate - 1886)
- I Doria (Augusto de Oliveira Machado - 1887)
- Edoardo Stuart (Cipriano Pontoglio - 1887)
- Carmosina (João Gomes de Araújo - 1888)
- Fiamma (Nicolò Ravera - 1890)
- Andrea del Sarto (Vittorio Baravalle - 1890)
- Spartaco (Pietro Platania - 1891)
- Celeste (Francesco Spetrino - 1891)
- Cleopatra (Melesio Morales - 1891)
- Gualtiero Swarten (Andrea Gnaga - 1892)
- Frine (Giovanni Carpaneto - 1893)
- Il maestro smania (Cesare Clandestini - 1894)
- Alda (Luigi Romaniello - 1896)
- I mori di Valenza (pour Amilcare Ponchielli, complété par Arturo Cadore - 1914)
- Onesta (Nicolò Massa - 1929)
- Re Lear (Antonio Cagnoni - 2009)

### Livrets pour des opéras non représentés
- Alba Barozzi (Paolo Giorza (it) 1884)
- La strega (Luigi Vicini (it))
- Il figlio delle selve (Cesare Dall'Olio' (it))
- Evangelina (pour Luigi Sozzi - incomplet du fait de la mort du compositeur)
- La Sfinge (pour Giovanni Carpaneto - incomplet 1890)

### Poésie lyrique mise en musique

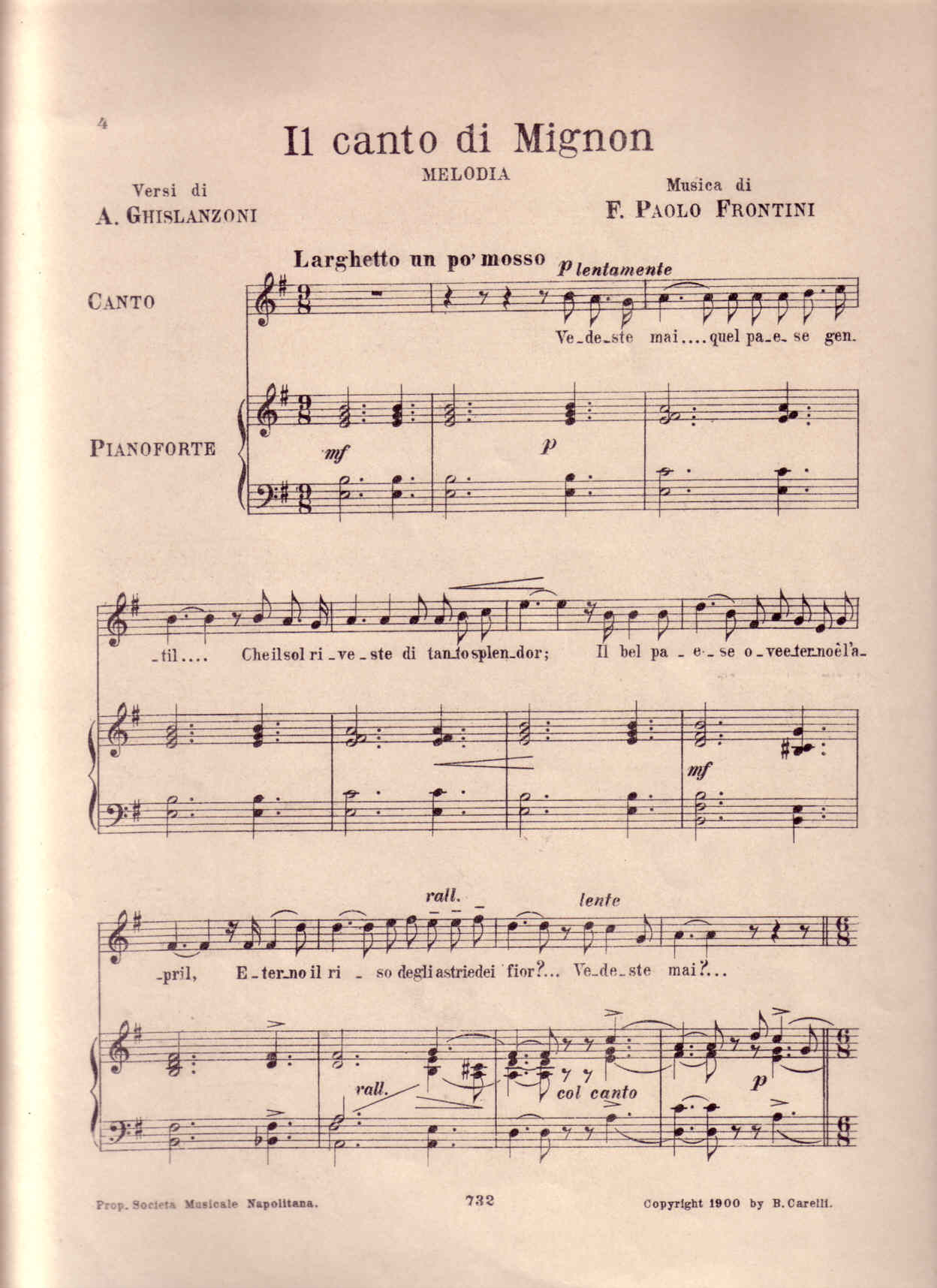
Partition de Il canto di Mignon

- Noi leggevamo insieme, mis en musique par Amilcare Ponchielli
- Storiella d'amore, mis en musique par Giacomo Puccini (le texte est celui de Noi leggevamo insieme)
- Salve regina, mis en musique par Giacomo Puccini
- Ama ![4], mis en musique par Francesco Paolo Frontini
- Il canto di Mignon, mis en musique par Francesco Paolo Frontini[5]

### Romans
- Suicidio a fior d'acqua (1864),
- Le donne brutte (1867),
- La contessa di Karolystria (1883),
- Abrakadabra (1884),
- Racconti (1884)
  - Una partita in quattro
  - Il violino a corde umane
  - Le vergini di Nyon
  - Il diplomatico di Gorgonzola
  - Autobiografia di una ex cantante
  - La corte dei nasi